# Zánět středního ucha

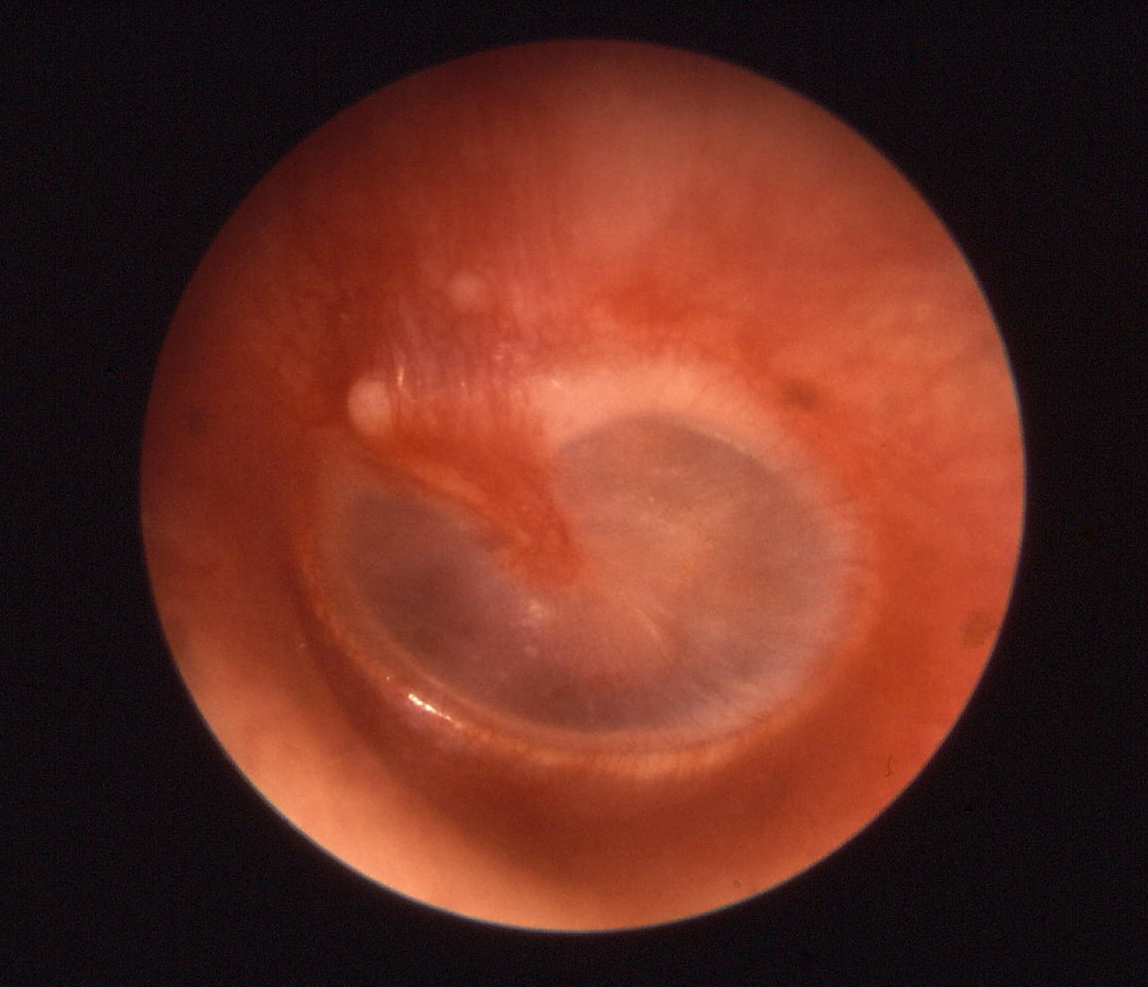
Otitis media acuta

Zánět středního ucha (Otitis media), občas také zánět středouší, je časté, bolestivé onemocnění projevující se převážně u dětí. Rozlišujeme zánět akutní, trvající max. jen několik dní, a zánět chronický, který může trvat i podstatně déle.
V první době bývá toto onemocnění způsobeno virovou infekcí, ve druhé pak bakteriemi (konkrétně druhy Streptococcus pneumoniae, Haemophilus influenzae a Moraxella catarrhalis), které se do středního ucha dostávají z nosu a nosohltanu Eustachovou trubicí. Ta důsledkem toho natéká a vzniklá zánětlivá tekutina tudy tedy nemůže z prostoru středního ucha odtékat a tak se zde hromadí a tlačí na bubínek, což způsobuje silnou bodavou bolest. Onemocnění často doprovází také pocit tlaku v nemocném uchu, průjem, zvracení, zhoršená slyšitelnost, zvýšená teplota a pocit schvácenosti.
Mezi účinnou prevenci patří řádně smrkat a udržovat tak nos průchodný. V případě, že nás zánět středního ucha již zastihne, je vhodné vzít si léky proti bolesti a na bolavé místo přiložit studený obklad. V případě, že se objevuje i horečka, si vezměte léky na její ztlumení. Pokud však tyto metody nezabírají, navštivte ušního lékaře. Ten pak v počátečním stádiu onemocnění může doporučit antibiotikum, v opačném případě se provádí paracentéza, jejíž podstatou je protnutí bubínku a odsátí zánětlivé tekutiny. Jedná se o zákrok, po němž obvykle nastává výrazná úleva.